# Hermann Wilhelm Rudolf Marloth
Hermann Wilhelm Rudolf Marloth (28 de diciembre de 1855 Lübben, Alemania - 15 de mayo de 1931 Caledon, provincia del Cabo) fue un botánico, farmacéutico y químico analítico sudafricano nacido en Alemania, conocido por su Flora of South Africa que apareció en seis volúmenes sumamente ilustrados, entre 1913 a 1932.

## Primeros años
Marloth estudia Farmacia en Lübben de 1873 a 1876, y trabajando en varias farmacias de Alemania y de Suiza, y luego formalmente se gradúa como farmacéutico en la Universidad de Berlín. En 1883 obtiene un doctorado defendiendo la tesis "Los mecanismos protectores empleados por las semillas contra agentes dañinos".
Arriba a Ciudad del Cabo el 30 de diciembre de 1883, luego de sentirse atraído por la región al cartearse con un antiguo compañero escolar que ya estaba residiendo allí. En su primer año allí, será farmacéutico de la firma de «Wentzel & Schleswig». Es cautivado por la ciudad y el área de Table Mountain y arranca inmediatamente a recolectar flora, expedicionando a Klein Winterhoek, "Du Toitskloof", Bainskloof, Sneeukop'. Durante esa época comienza con su propia farmacia en Ciudad del Cabo. Con base en Kimberley, hace recolectas de 1885 a 1886 a Kuruman en Cabo Nordeste y en África del sudoeste (hoy Namibia) donde visita Aus, bahía de Lüderitz, bahía de Walvis, Usakos, Ubib, Karibib, Otjimbingwe y Okahandja. Muchas de sus identificaciones y clasificaciones de especímenes los publica en Plantae Marlothiana por Engler y otros en Berlín.
En 1888 trabaja en el departamento de Química en el  Victoria College (más tarde Stellenbosch University); y en 1889 es profesor titular hasta 1892. Simultáneamente es conferencista en la Elsenburg Agricultural School y consultor y químico analítico en Ciudad del Cabo.

## Últimos años
En 1891 se casa con Marian van Wyk, de Clanwilliam.
Gustó mucho del montañismo para colectar especies, ascendiendo a la "Montaña de la Mesa", ocupando mucho tiempo en recolecciones botánicas en los cerros, y confraternizó con montañistas locales, siendo cofundador del "Vlub de Montaña de Sudáfrica" en 1891, siendo vocal de 1901 a 1906, y recibiendo un galardón dorado en 1906. Ascendió al "Pico Groot Winterhoek" cerca de Tulbagh, "Paso Michells", y también recolectó en Stellenbosch, Knysna, Matroosberg y Jonkershoek, entre 1887 a 1896. En ese periodo descubre muchas especies nuevas y el género de las Gesneriaceae que él llamó Charadrophila Marloth 1899
En 1898 se encuentra con el renombrado botánico y fitogeógrafo Andreas Schimper, quien había arribado a bordo del "Valdivia". Juntos expedicionan a Montagu y a Swartberg, y más tarde a Knysna. Schimper fallece en 1901 antes de poder publicar sus notas de viaje, por lo que Marloth escribe un relato de la Fitogeografía del Cabo. En esos tiempos "el Cabo" se interpretada como una extensión muy grande del sur de África. Así para escribir el reporte, Marloth se vio necesitado de extender sus viajes a Cederberg, Gifberg, Koue Bokkeveld, Swartruggens y Rodesia.
En 1905, en una visita a Sudáfrica de la filántropa Lady Phillips comisiona a Marloth para desarrollar una Flora of South Africa, que cumplirá publicando una obra mastodóntica en 6 volúmenes de 1913 a 1932.

## Honores

### Eponimia
Géneros
- (Aizoaceae) Marlothistella Schwantes[1]

- (Apiaceae) Marlothiella H.Wolff[2]

Especies
- (Aloaceae) Aloe marlothii A.Berger[3]